# أغبلاغ تشمنلو
أغبلاغ‌ تشمنلو هي قرية في مقاطعة ماكو، إيران. يقدر عدد سكانها بـ 125 نسمة بحسب إحصاء 2016.